# 黒髪村
黒髪村（くろかみむら）は、熊本県の北部、飽託郡にかつてあった村である。

## 概要
黒髪村の「黒髪」の由来は立田山の旧称である黒髪山から名付けられた。さらに黒髪山の「クロカミ」は、闇龗神（クラオカミノカミ）という龍神の名が由来であり「闇龗神(クラオカミノカミ)を祀る山」が口伝えされていく内に徐々に訛り、クラオカミ山、クロカミ山 へと変化した。「黒髪」の表記は後世になって発音に合わせた当て字である。「闇(クラ)」は谷間を表し、龗神 (オカミノカミ)とは龍神を表す古語である。水田や農耕に必要な恵みの雨を降らせたり、長雨を止めてくれるとして信仰されてきた、水を司る龍神である。
現在でも黒髪の周辺地域には龍と水田にまつわる「龍田（タツダ）」や、龍の字を簡素化した「竜田（タツダ）」、龍田の発音の当て字と考えられる「立田（タツダ）」という地名が残っており、熊本大学 黒髪キャンパスの南側を流れる一級河川 白川には「龍神橋」という橋が今も架かっている。

## 地理
- 山：立田山
- 河川：白川

## 歴史
- 1871年 - 坪井村と竹部村（建部村）が合併し飽田郡坪井村となる。
- 1889年4月1日 - 町村制が施行。宇留毛（うるげ）、下立田（しもたつだ）、坪井（つぼい）の3村が合併して黒髪村が発足。
- 1896年4月1日 - 飽田郡と託麻郡が合併し飽託郡となる。
- 1921年6月1日 - 熊本市に編入。

## 学校
- 黒髪小学校（のちの黒髪尋常小学校、現在の熊本市立黒髪小学校）- 小説家の徳永直が卒業した。

## 出身・ゆかりのある人物
- 原田助 - 牧師、同志社総長